# 巨勢広高
巨勢 広高（こせ の ひろたか）は、平安時代中期の絵師。名は弘高や広貴、広孝とも書く。采女正・巨勢金岡の曾孫にあたる。巨勢深江の子。官位は采女正。

## 経歴
一条天皇の時代に宮廷絵師として活躍した。采女正に任ぜられ、長保2年（1000年）に絵所長者となる。長保4年（1002年）には花山上皇の命により書写山の「性空上人」を写生した。『今昔物語集』の逸話によれば、広高には出家の意志があったため、病となった際に出家したという。しかし、平癒すると一条天皇の命により不本意ながら還俗して、以後も長く朝廷に絵師として仕えたとされる。寛弘7年（1010年）頃までの活動が見られ、大和絵の作例が多い。

## 系譜
- 父：巨勢深江
- 母：不詳
- 妻：不詳
  - 男子：巨勢是重